# Łyżwiarstwo figurowe na Zimowych Igrzyskach Olimpijskich 2014 – pary taneczne
Łyżwiarstwo figurowe na Zimowych Igrzyskach Olimpijskich 2014 – pary taneczne – rywalizacja w jednej z konkurencji łyżwiarstwa figurowego – parach tanecznych, rozgrywanej na Zimowych Igrzyskach Olimpijskich 2014 odbyła się 16 i 17 lutego w hali Ajsberg.
Mistrzami olimpijskimi zostali Amerykanie Meryl Davis / Charlie White, zaś obrońcy tytułu z Vancouver 2010 Tessa Virtue / Scott Moir wywalczyli srebrny medal. Brązowymi medalistami olimpijskimi została para gospodarzy Jelena Ilinych / Nikita Kacałapow.

## Kwalifikacje
Do Zimowych Igrzysk Olimpijskich kraje mogły zakwalifikować się podczas dwóch imprez. Pierwszą możliwością kwalifikacji były Mistrzostwa Świata 2013, podczas których obsadzono 19 z planowanych 24 miejsc. Pozostałe kwalifikacje wyłoniono podczas turnieju Nebelhorn Trophy 2013

## Rekordy świata
Tabela prezentuje rekordy świata w konkurencji par tanecznych przed rozpoczęciem zawodów olimpijskich:
| Segment        | Zawodnicy                   | Punkty | Data           | Zawody                                | Źr. |
| -------------- | --------------------------- | ------ | -------------- | ------------------------------------- | --- |
| Nota łączna    | Meryl Davis / Charlie White | 191,35 | 7 grudnia 2013 | Finał Grand Prix 2013                 |     |
| Taniec dowolny | Meryl Davis / Charlie White | 114,34 | 9 lutego 2014  | Igrzyska Olimpijskie 2014 (drużynowo) |     |
| Taniec krótki  | Meryl Davis / Charlie White | 77,66  | 6 grudnia 2013 | Finał Grand Prix 2013                 |     |

W trakcie zawodów olimpijskich ustanowiono następujące rekordy świata:
| Segment        | Zawodnicy                   | Punkty | Data           |
| -------------- | --------------------------- | ------ | -------------- |
| Nota łączna    | Meryl Davis / Charlie White | 195,52 | 17 lutego 2014 |
| Taniec dowolny | Meryl Davis / Charlie White | 116,63 | 17 lutego 2014 |
| Taniec dowolny | Tessa Virtue / Scott Moir   | 114,66 | 17 lutego 2014 |
| Taniec krótki  | Meryl Davis / Charlie White | 78,89  | 16 lutego 2014 |

## Terminarz
| Data      | Segment        | Godzina rozpoczęcia | Godzina rozpoczęcia |
| Data      | Segment        | Czas CET            | Czas lokalny        |
| --------- | -------------- | ------------------- | ------------------- |
| 16 lutego | Taniec krótki  | 16:00               | 19:00               |
| 17 lutego | Taniec dowolny | 16:00               | 19:00               |

## Wyniki

### Taniec krótki
Wzorem tańca w tańcu krótkim był Quickstep. Do tańca dowolnego zakwalifikowało się 20 z 24 par.
| Poz.                              | Zawodnicy                              | Reprezentacja            | TSS      | Elementy oceny | Elementy oceny | Elementy oceny | Elementy oceny | Elementy oceny | Elementy oceny | Elementy oceny | Elementy oceny | Nbr. |
| Poz.                              | Zawodnicy                              | Reprezentacja            | TSS      | TES            | PCS            | SS             | TR             | PE             | CH             | IN             | Ded            | Nbr. |
| --------------------------------- | -------------------------------------- | ------------------------ | -------- | -------------- | -------------- | -------------- | -------------- | -------------- | -------------- | -------------- | -------------- | ---- |
| 1                                 | Meryl Davis / Charlie White            | Stany Zjednoczone        | 78,89 WR | 39,72          | 39,17          | 9,68           | 9,57           | 9,93           | 9,86           | 9,89           | 0,00           | 24   |
| 2                                 | Tessa Virtue / Scott Moir              | Kanada                   | 76,33    | 37,64          | 38,69          | 9,54           | 9,43           | 9,82           | 9,71           | 9,82           | 0,00           | 18   |
| 3                                 | Jelena Ilinych / Nikita Kacałapow      | Rosja                    | 73,04    | 36,36          | 36,68          | 9,18           | 8,89           | 9,25           | 9,29           | 9,21           | 0,00           | 20   |
| 4                                 | Nathalie Péchalat / Fabian Bourzat     | Francja                  | 72,78    | 36,43          | 36,35          | 9,04           | 8,82           | 9,18           | 9,18           | 9,18           | 0,00           | 22   |
| 5                                 | Jekatierina Bobrowa / Dmitrij Sołowjow | Rosja                    | 69,97    | 33,58          | 36,39          | 8,96           | 8,75           | 9,29           | 9,18           | 9,25           | 0,00           | 19   |
| 6                                 | Anna Cappellini / Luca Lanotte         | Włochy                   | 67,58    | 32,85          | 34,73          | 8,68           | 8,46           | 8,75           | 8,79           | 8,71           | 0,00           | 16   |
| 7                                 | Kaitlyn Weaver / Andrew Poje           | Kanada                   | 65,93    | 31,93          | 35,00          | 8,71           | 8,50           | 8,79           | 8,89           | 8,82           | 1,00           | 23   |
| 8                                 | Madison Chock / Evan Bates             | Stany Zjednoczone        | 65,46    | 32,78          | 32,68          | 8,14           | 8,00           | 8,25           | 8,18           | 8,25           | 0,00           | 15   |
| 9                                 | Maia Shibutani / Alex Shibutani        | Stany Zjednoczone        | 64,47    | 33,36          | 31,11          | 7,93           | 7,54           | 7,86           | 7,75           | 7,79           | 0,00           | 14   |
| 10                                | Nielli Żyganszyna / Alexander Gazsi    | Niemcy                   | 60,91    | 30,64          | 30,27          | 7,57           | 7,21           | 7,79           | 7,71           | 7,59           | 0,00           | 17   |
| 11                                | Penny Coomes / Nicholas Buckland       | Wielka Brytania          | 59,33    | 30,08          | 30,25          | 7,61           | 7,39           | 7,61           | 7,75           | 7,46           | 1,00           | 21   |
| 12                                | Sara Hurtado / Adrià Díaz              | Hiszpania                | 58,58    | 31,78          | 26,80          | 6,61           | 6,43           | 6,82           | 6,86           | 6,75           | 0,00           | 10   |
| 13                                | Pernelle Carron / Lloyd Jones          | Francja                  | 58,25    | 30,50          | 27,75          | 6,93           | 6,75           | 7,04           | 7,11           | 6,86           | 0,00           | 2    |
| 14                                | Julija Złobina / Aleksiej Sitnikow     | Azerbejdżan              | 58,15    | 28,79          | 29,36          | 7,32           | 7,25           | 7,43           | 7,32           | 7,36           | 0,00           | 13   |
| 15                                | Charlène Guignard / Marco Fabbri       | Włochy                   | 58,14    | 30,00          | 28,14          | 7,11           | 6,82           | 7,07           | 7,07           | 7,07           | 0,00           | 5    |
| 16                                | Wiktorija Sinicyna / Rusłan Żyganszyn  | Rosja                    | 58,01    | 30,43          | 27,58          | 6,89           | 6,61           | 6,93           | 7,04           | 6,96           | 0,00           | 3    |
| 17                                | Isabella Tobias / Deividas Stagniūnas  | Litwa                    | 56,40    | 27,79          | 28,61          | 7,14           | 6,89           | 7,25           | 7,32           | 7,14           | 0,00           | 11   |
| 18                                | Alexandra Paul / Mitchell Islam        | Kanada                   | 55,91    | 27,50          | 28,41          | 7,04           | 6,82           | 7,18           | 7,21           | 7,21           | 0,00           | 12   |
| 19                                | Tanja Kolbe / Stefano Caruso           | Niemcy                   | 54,43    | 28,22          | 26,21          | 6,54           | 6,29           | 6,57           | 6,71           | 6,61           | 0,00           | 4    |
| 20                                | Danielle O’Brien / Gregory Merriman    | Australia                | 52,68    | 28,29          | 24,39          | 6,04           | 5,79           | 6,14           | 6,25           | 6,21           | 0,00           | 8    |
| Nie awansowali do tańca dowolnego |                                        |                          |          |                |                |                |                |                |                |                |                |      |
| 21                                | Cathy Reed / Chris Reed                | Japonia                  | 52,29    | 26,87          | 25,42          | 6,29           | 6,14           | 6,50           | 6,61           | 6,25           | 0,00           | 1    |
| 22                                | Alisa Agafonova / Alper Uçar           | Turcja                   | 49,84    | 25,14          | 24,70          | 6,21           | 5,96           | 6,32           | 6,29           | 6,11           | 0,00           | 9    |
| 23                                | Huang Xintong / Zheng Xun              | Chińska Republika Ludowa | 48,96    | 23,14          | 25,82          | 6,50           | 6,32           | 6,50           | 6,57           | 6,39           | 0,00           | 7    |
| 24                                | Siobhan Heekin-Canedy / Dmytro Duń     | Ukraina                  | 41,90    | 18,36          | 23,54          | 5,93           | 5,75           | 5,89           | 6,18           | 5,71           | 0,00           | 6    |

### Taniec dowolny
| Poz. | Zawodnicy                              | Reprezentacja     | TSS       | Elementy oceny | Elementy oceny | Elementy oceny | Elementy oceny | Elementy oceny | Elementy oceny | Elementy oceny | Elementy oceny | Nbr. |
| Poz. | Zawodnicy                              | Reprezentacja     | TSS       | TES            | PCS            | SS             | TR             | PE             | CH             | IN             | Ded            | Nbr. |
| ---- | -------------------------------------- | ----------------- | --------- | -------------- | -------------- | -------------- | -------------- | -------------- | -------------- | -------------- | -------------- | ---- |
| 1    | Meryl Davis / Charlie White            | Stany Zjednoczone | 116,63 WR | 57,50          | 59,13          | 9,71           | 9,75           | 9,73           | 10,00          | 10,00          | 0,00           | 20   |
| 2    | Tessa Virtue / Scott Moir              | Kanada            | 114,66    | 56,22          | 58,44          | 9,64           | 9,57           | 9,89           | 9,89           | 9,86           | 0,00           | 17   |
| 3    | Jelena Ilinych / Nikita Kacałapow      | Rosja             | 110,44    | 54,14          | 56,30          | 9,32           | 9,14           | 9,61           | 9,54           | 9,50           | 0,00           | 18   |
| 4    | Nathalie Péchalat / Fabian Bourzat     | Francja           | 104,44    | 51,16          | 4,28           | 8,86           | 8,89           | 9,25           | 9,18           | 9,21           | 1,00           | 16   |
| 5    | Kaitlyn Weaver / Andrew Poje           | Kanada            | 103,18    | 50,43          | 52,75          | 8,75           | 8,54           | 9,00           | 8,82           | 9,04           | 0,00           | 15   |
| 6    | Jekatierina Bobrowa / Dmitrij Sołowjow | Rosja             | 102,95    | 48,50          | 54,45          | 9,00           | 8,89           | 9,18           | 9,21           | 9,25           | 0,00           | 19   |
| 7    | Anna Cappellini / Luca Lanotte         | Włochy            | 101,92    | 49,50          | 52,42          | 8,61           | 8,54           | 8,89           | 8,86           | 8,96           | 0,00           | 13   |
| 8    | Madison Chock / Evan Bates             | Stany Zjednoczone | 99,18     | 49,01          | 50,17          | 8,36           | 8,14           | 8,54           | 8,39           | 8,54           | 0,00           | 14   |
| 9    | Penny Coomes / Nicholas Buckland       | Wielka Brytania   | 91,78     | 44,50          | 47,28          | 7,75           | 7,71           | 7,96           | 8,14           | 8,00           | 0,00           | 6    |
| 10   | Maia Shibutani / Alex Shibutani        | Stany Zjednoczone | 90,70     | 43,42          | 48,28          | 8,18           | 7,82           | 8,21           | 8,11           | 8,04           | 1,00           | 12   |
| 11   | Julija Złobina / Aleksiej Sitnikow     | Azerbejdżan       | 90,48     | 45,23          | 45,25          | 7,61           | 7,36           | 7,54           | 7,75           | 7,57           | 0,00           | 8    |
| 12   | Nielli Żyganszyna / Alexander Gazsi    | Niemcy            | 89,86     | 45,41          | 45,45          | 7,54           | 7,36           | 7,71           | 7,79           | 7,64           | 1,00           | 11   |
| 13   | Sara Hurtado / Adrià Díaz              | Hiszpania         | 88,39     | 46,13          | 42,26          | 7,00           | 6,82           | 7,18           | 7,25           | 7,14           | 0,00           | 9    |
| 14   | Charlène Guignard / Marco Fabbri       | Włochy            | 86,64     | 45,28          | 41,36          | 4,69           | 6,64           | 6,96           | 7,04           | 7,04           | 0,00           | 10   |
| 15   | Pernelle Carron / Lloyd Jones          | Francja           | 84,62     | 41,95          | 42,67          | 7,18           | 6,82           | 7,18           | 7,32           | 7,25           | 0,00           | 7    |
| 16   | Alexandra Paul / Mitchell Islam        | Kanada            | 82,79     | 41,98          | 40,81          | 6,86           | 6,64           | 6,86           | 6,93           | 6,82           | 0,00           | 2    |
| 17   | Wiktorija Sinicyna / Rusłan Żyganszyn  | Rosja             | 82,65     | 40,90          | 41,75          | 6,96           | 6,86           | 6,86           | 7,11           | 7,07           | 0,00           | 4    |
| 18   | Isabella Tobias / Deividas Stagniūnas  | Litwa             | 82,60     | 39,86          | 42,74          | 7,18           | 6,82           | 7,25           | 7,32           | 7,25           | 0,00           | 3    |
| 19   | Tanja Kolbe / Stefano Caruso           | Niemcy            | 76,13     | 38,71          | 38,42          | 6,39           | 6,18           | 6,50           | 6,57           | 6,54           | 1,00           | 1    |
| 20   | Danielle O’Brien / Gregory Merriman    | Australia         | 75,85     | 39,03          | 36,82          | 6,07           | 5,86           | 6,32           | 6,36           | 6,29           | 0,00           | 5    |

### Klasyfikacja końcowa

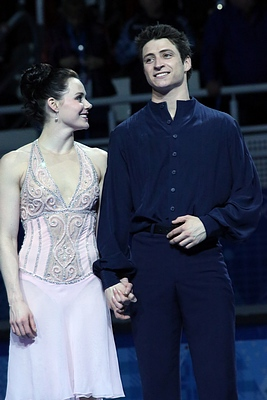
Wicemistrzowie olimpijscy i obrońcy tytułu z Vancouver 2010 Virtue / Moir (CAN) na podium

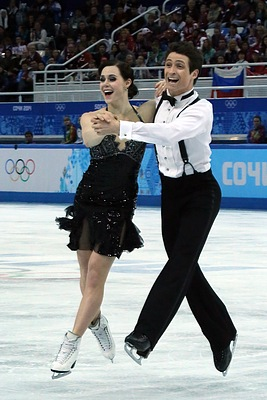
Virtue / Moir (CAN) – taniec krótki

| Poz.                              | Zawodnicy                              | Reprezentacja            | Nota łączna | SD | SD       | FD | FD        |
| --------------------------------- | -------------------------------------- | ------------------------ | ----------- | -- | -------- | -- | --------- |
| 01 !                              | Meryl Davis / Charlie White            | Stany Zjednoczone        | 195,52 WR   | 1  | 78,89 WR | 1  | 116,63 WR |
| 02 !                              | Tessa Virtue / Scott Moir              | Kanada                   | 190,99      | 2  | 76,33    | 2  | 114,66    |
| 03 !                              | Jelena Iljinych / Nikita Kacałapow     | Rosja                    | 183,48      | 3  | 73,04    | 3  | 110,44    |
| 4                                 | Nathalie Péchalat / Fabian Bourzat     | Francja                  | 177,22      | 4  | 72,78    | 4  | 104,44    |
| 5                                 | Jekatierina Bobrowa / Dmitrij Sołowjow | Rosja                    | 172,92      | 5  | 69,97    | 6  | 102,95    |
| 6                                 | Anna Cappellini / Luca Lanotte         | Włochy                   | 169,50      | 6  | 67,58    | 7  | 101,92    |
| 7                                 | Kaitlyn Weaver / Andrew Poje           | Kanada                   | 169,11      | 7  | 65,93    | 5  | 103,18    |
| 8                                 | Madison Chock / Evan Bates             | Stany Zjednoczone        | 164,64      | 8  | 65,46    | 8  | 99,18     |
| 9                                 | Maia Shibutani / Alex Shibutani        | Stany Zjednoczone        | 155,17      | 9  | 64,47    | 10 | 90,70     |
| 10                                | Penny Coomes / Nicholas Buckland       | Wielka Brytania          | 151,11      | 11 | 59,33    | 9  | 91,78     |
| 11                                | Nielli Żyganszyna / Alexander Gazsi    | Niemcy                   | 150,77      | 10 | 60,91    | 12 | 89,86     |
| 12                                | Julija Złobina / Aleksiej Sitnikow     | Azerbejdżan              | 148,63      | 14 | 58,15    | 11 | 90,48     |
| 13                                | Sara Hurtado / Adrià Díaz              | Hiszpania                | 146,97      | 12 | 58,58    | 13 | 88,39     |
| 14                                | Charlène Guignard / Marco Fabbri       | Włochy                   | 144,78      | 15 | 58,14    | 14 | 86,64     |
| 15                                | Pernelle Carron / Lloyd Jones          | Francja                  | 142,87      | 13 | 58,25    | 15 | 84,62     |
| 16                                | Wiktorija Sinicyna / Rusłan Żyganszyn  | Rosja                    | 140,66      | 16 | 58,01    | 17 | 82,65     |
| 17                                | Isabella Tobias / Deividas Stagniūnas  | Litwa                    | 139,00      | 17 | 56,40    | 18 | 82,60     |
| 18                                | Alexandra Paul / Mitchell Islam        | Kanada                   | 138,70      | 18 | 55,91    | 16 | 82,79     |
| 19                                | Tanja Kolbe / Stefano Caruso           | Niemcy                   | 130,56      | 19 | 54,43    | 19 | 76,13     |
| 20                                | Danielle O’Brien / Gregory Merriman    | Australia                | 128,53      | 20 | 52,68    | 20 | 75,85     |
| Nie awansowali do tańca dowolnego |                                        |                          |             |    |          |    |           |
| 21                                | Cathy Reed / Chris Reed                | Japonia                  | 52,29       | 21 | 52,29    | NQ | NQ        |
| 22                                | Alisa Agafonova / Alper Uçar           | Turcja                   | 49,84       | 22 | 49,84    | NQ | NQ        |
| 23                                | Huang Xintong / Zheng Xun              | Chińska Republika Ludowa | 48,96       | 23 | 48,96    | NQ | NQ        |
| 24                                | Siobhan Heekin-Canedy / Dmytro Duń     | Ukraina                  | 41,90       | 24 | 41,90    | NQ | NQ        |